# Biseni
Le biseni est une langue ijo parlée dans l’État de Rivers au Nigeria.